# Leptochloa decipiens
Leptochloa decipiens är en gräsart som först beskrevs av Robert Brown, och fick sitt nu gällande namn av Otto Stapf och Joseph Henry Maiden. Leptochloa decipiens ingår i släktet spretgräs, och familjen gräs. Utöver nominatformen finns också underarten L. d. peacockii.